# 황전초등학교 대치분교
황전초등학교 대치분교는 대한민국 전라남도 순천시 황전면 대치리에 있었던 공립 초등학교이다.

## 학교 연혁
- 1941년 5월 15일 : 황전북공립국민학교 개교(설립인가 5월 10일)
- 1984년 3월 15일 : 병설유치원 개설
- 1996년 3월 1일 : 황전북초등학교로 개칭
- 1997년 3월 1일 : 비룡분교장 통폐합
- 1998년 3월 1일 : 용림분교장 설치
- 1999년 3월 1일 : 회덕분교장 설치
- 2000년 3월 1일 : 특수학급 개설
- 2003년 2월 19일 : 서탁원 교장 부임
- 2004년 2월 19일 : 제59 회 졸업식(3,589명 졸업)
- 2007년 2월 14일 : 제62회 졸업식(3,622명 졸업)
- 2007년 9월 1일 : 제27대 김진오 교장 부임
- 2012년 3월 1일 : 황전초등학교 대치분교로 편입[1]
- 2014년 3월 1일 : 황전초등학교 본교로 통폐합